# What Is Love
«What Is Love» (с англ. — «Что такое любовь?») — дебютный евродэнс-сингл немецко-тринидадского поп-исполнителя Нестора Хаддавея с его дебютного альбома The Album, вышедший в 1993 году. RIAA присвоила синглу золотой статус 9 ноября 1993 года, а к марту 1994 года уровень продаж сингла составил 2,6 млн копий.
Песня получила новый виток популярности после выхода в 1996—1998 годах серии пародийных скетчей «Парни из Роксбери» с Уиллом Ферреллом и Крисом Кеттеном (и приглашенными звёздами, в частности, Джимом Керри и Томом Хэнксом) из передачи «Субботним вечером в прямом эфире», развёрнутых в 1998 году в полнометражный фильм «Ночь в Роксбери».

## Позиции в чартах
Композиция достигла 1 места в нескольких европейских и азиатских странах, попала на 2 место в немецких и британских чартах. В США песня закрепилась на 11 месте в Billboard Hot 100.
| Чарт (1993)                                       | Позиция |
| ------------------------------------------------- | ------- |
| Australian Singles Chart                          | 12      |
| Austrian Singles Chart                            | 1       |
| Belgian Singles Chart                             | 1       |
| Dutch Top 40                                      | 1       |
| European Singles Chart                            | 1       |
| Finnish Singles Chart                             | 1       |
| French SNEP Singles Chart                         | 1       |
| German Singles Chart                              | 2       |
| Irish Singles Chart                               | 1       |
| Italian Singles Chart                             | 1       |
| New Zealand RIANZ Singles Chart                   | 48      |
| Norwegian Singles Chart                           | 1       |
| Spanish Singles Chart                             | 1       |
| Swedish Singles Chart                             | 2       |
| Swiss Top 100 Singles Chart                       | 1       |
| UK Singles Chart                                  | 2       |
| U.S. Billboard Hot 100                            | 11      |
| U.S. Billboard Top 40 Mainstream                  | 4       |
| U.S. Billboard Rhythmic Top 40                    | 15      |
| U.S. Billboard Hot Dance Music/Maxi-Singles Sales | 6       |
| U.S. Billboard Hot Dance Club Play                | 9       |
| Чарт (1993)1                                      | Позиция |
| Swiss Singles Chart                               | 15      |
| Чарт (2003)2                                      | Позиция |
| Austrian Singles Chart                            | 49      |
| Danish Singles Chart                              | 20      |
| Dutch Mega Top 100                                | 100     |
| German Singles Chart                              | 51      |
| Swiss Singles Chart                               | 92      |

1 «What Is Love — Remixes»

2 «What Is Love — Reloaded»

## Кавер-версии и прочее
- Saint James — What is Love (2002)
- No Mercy — What Is Love? (as made famous by Haddaway) (2009). Исполнители популярной «Where Do You Go», звучавшей в том же фильме Ночь в Роксбери, перепели и этот хит.
- E.M.D. — What Is Love (2010)
- Семпл для сингла Eminem и Lil Wayne — No Love (2010).
- Skameleon — What Is Love (2013)
- Emergency Gate — What Is Love (2013)
- Kiesza — What Is Love (2014)
- Группа The Gossip записала пародийную версию этой песни со словами «When Is Lunch?, Baby I’m Hungry, I’m Hungry, For More»
- Песня попала в саундтрек видеоигры Saints Row IV (там она звучит на внутриигровой радиостанции The Mix 77.7 и по ходу одного из заданий)
- Lost Frequencies — What Is Love (2016)
- Postman — What is Love (2017)
- Kvinn, Kamensky feat. Katya Olszewska — What is love (2020)
- Богдан Титомир — Ловелас (2022). Трек вошёл в альбом «55 Cosmic»
- Давид Гетта, Энн-Мари и Coi Leray записали кавер «Baby Don’t Hurt Me» (2023) в честь 30-летия оригинальной песни Haddaway
- Сэмпл для сингла RAF Camora & Ski Aggu — Liebe Grüsse (2023)